# Amt Wattenscheid
| Amt in Preußen     | Amt in Preußen                               |
| ------------------ | -------------------------------------------- |
| Name               | Wattenscheid                                 |
| Provinz            | Westfalen                                    |
| Regierungsbezirk   | Arnsberg                                     |
| Landkreis          | Bochum (1844–1885) Gelsenkirchen (1885–1926) |
| Fläche             | 20,95 km² (1895)                             |
| Einwohner          | 30.108 (1910)                                |
| Bevölkerungsdichte | 1.437 Einw./km² (1910)                       |
| Gemeinden          | 18 (1844) 7 (1926)                           |

Das Amt Wattenscheid war von 1844 bis 1926 ein Amt im Kreis Bochum und im Kreis Gelsenkirchen in der preußischen Provinz Westfalen.

## Geschichte
Im Rahmen der Einführung der Landgemeindeordnung für die Provinz Westfalen wurde 1844 im Kreis Bochum aus der Bürgermeisterei Wattenscheid das Amt Wattenscheid gebildet. Die Bürgermeisterei Wattenscheid war in der Franzosenzeit im Kanton Bochum des Großherzogtums Berg eingerichtet worden. Das Amt umfasste anfänglich 18 Gemeinden:
| - Braubauerschaft - Bulmke - Eiberg - Eppendorf - Freisenbruch - Gelsenkirchen - Günnigfeld - Heßler - Höntrop | - Hüllen - Königssteele - Leithe - Munscheid - Schalke - Sevinghausen - Ückendorf - Wattenscheid - Westenfeld |

Am 1. Mai 1868 schieden die Gemeinden Braubauerschaft, Bulmke, Gelsenkirchen, Heßler, Hüllen und Schalke aus dem Amt Wattenscheid aus und bildeten das neue Amt Gelsenkirchen.
Am 15. Januar 1876 erhielt Wattenscheid das Stadtrecht, schied aus dem Amt aus und wurde amtsfrei. Am 11. Juli des gleichen Jahres schied auch Ückendorf aus dem Amt aus und bildete ein eigenes (nach damaliger Schreibweise) Amt Ueckendorf.
1884 schieden die Gemeinden Eiberg, Freisenbruch und Königssteele aus dem Amt aus und bildeten zusammen mit der Gemeinde Horst aus dem Amt Hattingen das neue Amt Königssteele.
Aufgrund des starken Bevölkerungswachstums im Ruhrgebiet wurde am 1. Juli 1885 aus dem westlichen Teil des Landkreises Bochum der neue Kreis Gelsenkirchen gebildet, zu dem nun auch das Amt Wattenscheid gehörte.
Zum 1. April 1926 wurde das Amt Wattenscheid durch das Gesetz über die Neuregelung der kommunalen Grenzen im rheinisch-westfälischen Industriebezirke aufgelöst. Seine
sieben Mitgliedsgemeinden Eppendorf, Günnigfeld, Höntrop, Leithe, Munscheid, Sevinghausen und Westenfeld wurden Teil der neuen kreisfreien Stadt Wattenscheid.
1975 wurde die Stadt Wattenscheid in die Stadt Bochum eingemeindet.

## Einwohnerentwicklung
| Jahr | Einwohner | Quelle |
| ---- | --------- | ------ |
| 1839 | 6.186     | [ 7 ]  |
| 1859 | 10.700    | [ 8 ]  |
| 1871 | 17.300    | [ 9 ]  |
| 1885 | 10.371    | [ 10 ] |
| 1895 | 16.127    | [ 11 ] |
| 1910 | 30.108    | [ 12 ] |

Das Amt wurde 1868, 1876 und 1884 verkleinert.